# Erdélyi májvirág
Az erdélyi májvirág (Hepatica transsilvanica) a boglárkavirágúak (Ranunculales) rendjébe, ezen belül a boglárkafélék (Ranunculaceae) családjába tartozó faj. A hasonló kinézetű nemes májvirág (Hepatica nobilis) mellett az egyetlen Európában előforduló Hepatica. Székelyföldön kékmárciusnak is nevezik.

## Előfordulása
Endemikus faj, csak a Keleti- és Déli-Kárpátokban él; elterjedésének délnyugati határa Déva, északkeleti határa Borszék, legnagyobb számban a Barcaságon, Brassó környékén található. Mészben gazdag talajú lombhullató erdőkben és sziklás helyeken fordul elő, egészen 2200 méter magasságig. Március elejétől virágzik, korábban, mint a nemes májvirág. Veszélyeztetett növénynek számít.

## Megjelenése
Évelő, lágyszárú növény. Virágai 2,5–4 cm átmérőjűek, magassága 10–20 cm, vagyis nagyobb, mint a nemes májvirág. Hármasan tagolt levelei hullámosak, virága általában kék, liláskék, de fehér és rózsaszín árnyalatok is léteznek; a szirmok száma 6–10. A növény gyengén mérgező.
Tetraploid; kromoszómaszáma 2n=28. A nemes májvirággal alkotott hibridei (Hepatica intermedia) sterilek. Dísznövényként is termesztik.